# افغانستان در ۱۹۰۰ (میلادی)
چند رویداد که در سال ۱۹۰۰ میلادی، آخرین سال قرن نوزدهم در افغانستان رخ داده، اینجا بیان شده‌است.
شایعه‌های مبنی بر تهاجم روسیه در طول سال پیوسته شنیده و سبب آزار امیر عبدالرحمن می‌شد. او شاکی است که حکومت بریتانیا هیچ اشتیاقی به نگرانی‌های وی ندارد و هر بار که از دولت بریتانیای هند درخواست کرده تا در رابطه به حملات روسیه بررسی انجام دهند، اصلاً پاسخی از آن‌ها دریافت نکرده است، مگر این پیشنهاد که افغانستان به ساخت خطوط راه‌آهن و تلگراف در اراضی خود رضایت نشان دهد. عبدالرحمان نوشته که این‌گونه رضایت از نقطه نظر یک افغان غیرممکن بوده و صرفاً قدمی به‌سوی نابودی است. امیر برای چندین سال توجه بسیاری به افزایش موثریت ارتش منظم خود نمود که از جانب قبایل اطراف مرز نیز حمایت گردید و ادعا کرده داشتن این ارتش برای هر کسی که بخواهد اراضی تحت حاکمیتش را اشغال کند مهیب باشد. در خاطرات عبدالرحمن امده هیچ‌گاهی رویه دفاعی خود را ترک نکرده و در همین حال بر اساس توافقی که با انگلستان دارد، می‌تواند در صورت حمله غیر موجه به خاک خود از دولت بریتانیا خواهان کمک شود.
تجارت با هندوستان بخاطر سیاست مالی امیر وضعیت خوبی نداشت. عبدالرحمان علاوه بر این‌که امتیاز انحصاری اقلام مختلف را به دولت خود واگذار کرده، صادرات اسب به هندوستان و واردات نمک از آن کشور را نیز منع قرار داد. در این سال تنها ۶۲ بار شتر پیشاور را ترک کرد، در حالی‌که این رقم در سال قبلی ۲٬۲۸۵ بار شتر بوده‌است.

## حاکم
- عبدالرحمن خان

## ژوئن/جون
بیماری همه‌گیر وبا در ولایات جلال‌آباد و کابل شیوع و تا اوایل اوت/اگست ادامه می‌یابد، که مرگ حدود ۵٬۰۰۰ نفر در کابل را به دنبال داشت. بعد از رفتن سِر توماس سالتر پاین کارگاه‌های دولت تحت مدیریت خود افغان‌ها به کار روزمره خود ادامه می‌دهند.

## سپتامبر
قبایل مسعود وزیری حملات کوچک خود را از سر می‌گیرند. گروهی از آن‌ها در شب ۲۳ ام اکتوبر به یک پوسته نظامی در نسران حمله می‌کنند، دو تن را به قتل می‌رسانند و دفتر مجله را به غارت می‌برند. بریدمل/ستوان هینیسی به تعقیب آن‌ها راه می‌آفتد، اما نیروی وی برای دست‌گیری آن‌ها کافی نبوده و آن‌ها به دره تنگ فرار می‌دهد. یکی از مسعودی‌های که مجروح بوده و در زمین دراز کشیده‌است از فاصله حدوداً دو نیم متر بریدمل هینیسی را زیر آتش گرفته و وی را به قتل می‌رساند. از مهاجمین نیز یک نفر کشته و پنج نفر مجروح می‌گردد.

## اکتبر
یک عملیات موفقیت‌آمیز توسط قطعهٔ نظامی کوچک بر علیه ماداخیل‌ها در توچی-پاس انجام می‌شود. چهار برج دیدبانی پشتون‌ها توسط نیروهای نظامی ویران می‌شود و از طرف پشتون‌ها هیچ مقاومتی صورت نمی‌گیرد. این عملیات به دلیل این صورت می‌گیرد که خیل‌ها نپذیرفتند تا چند سردسته جنگ‌جوها که در حمله شنیع/ زشت ۱۸۹۷ در میزار متهم بودند را تسلیم نمایند.

## نوامبر
امیر عبدالرحمن زندگی‌نامه خود را به چاپ رساند و در آن از این‌که سیاست انگلستان در قبال امور افغانستان بی‌ثبات و در نوسان است شکایت داشته و روی اهمیت روابط دیپلماتیک مستقیم با بریتانیا تأکید می‌کند. وی می‌گوید که انگلستان می‌باید به افغانستان اطمینان نموده و از آن حمایت معنوی و مادی بیشتر نماید تا این کشور بتواند سرزمین مستقل قبایل پشتون را به خود ضمیمه نموده و یک ائتلاف سه‌گانه با دولت‌های مسلمان همسایه، ایران و ترکیه تشکیل دهد. هم‌چنین افغانستان می‌باید برای خود یک راهی به بحر آزاد داشته باشد تا کشتی‌های بخار آن بتواند در بندرگاه خود بارگیری و تخلیه شود. وی فکر می‌گردد که سیاست افغانستان در قبال دو همسایه قوی خود یعنی انگلستان و هند، باید با همسایهٔ که کم‌ترین یورش‌گری را دارد دوستانه بوده و در قبال همسایهٔ که می‌خواهد از خاک این کشور عبور کند، یا به استقلال آن تداخل نماید، خصمانه باشد.
۸ نوامبر. فرماندار دیره‌جات دبلیو. آر.اچ. مرک با ۵۰۰ تن از وزیری‌های مسعود ملاقات می‌کند و شرایط دولت را به آن‌ها اعلام می‌دارد. پرداخت جریمهٔ به مبلغ ۰٫۱ میلیون تقاضا می‌گردد، نصف آن باید تا ۲۵ نومبر پرداخت گردد، در غیر آن تمام قبیله از تاریخ اول دسمبر تحت محاصره قرار می‌گیرد. مسعودها با ترس از محاصره‌ی که به مراتب فراتر از جریمه است، توافق نمود تا جریمه را بپردازند و قول دادند دوباره تهاجم نکنند. ملا پوونده که رهبر متعصب آن‌ها است شخصاً در گردآوری جریمه در ماه دسامبر همکاری کرد.